# Dauke Vreys
Dauke Vreys (17 februari 2002) is een Belgisch volleybalster. 

## Levensloop
Vreys begon met volleyballen bij Molvoc Mol en liep vervolgens les aan de Topsportschool Vilvoorde. In 2020 ging ze aan de slag bij VC Oudegem. Met deze club won ze in 2022 de Beker van België.